# Parma (Ohio)
Parma város az USA Ohio államában, Cuyahoga megyében. A Parmai ruszin görögkatolikus egyházmegye és a Parmai Szent Jozafát ukrán görögkatolikus egyházmegye püspöki székvárosa. Lakosainak száma 81 146 fő (2020. április 1.).

## Népesség
A település népességének változása:

| 2010 | 81 601 |
| 2020 | 81 146 |